# Vrelo Bosne
A Boszna-forrás, eredeti nevén Vrelo Bosne (bosnyákul: Врело Босне) nyilvános park és kirándulóhely, ahol több, a Boszna folyót tápláló karsztforrás tör a felszínre az Igman-hegy oldalából. Szarajevótól, Bosznia-Hercegovina fővárosának központjától 15 km-re található nyugatra.

## Története
A környékről a Kr. e. 2400–2000 körül időből is kerültek már elő leletek. A rómaiak is alapítottak itt települést Aquae Sulphurae néven. Nem messze található az ilidžai római híd, amelyet az eredeti híd köveinek felhasználásával építettek újjá 1530 és 1550 között. A boszniai háború idején a helyiek több fát is kivágtak, mivel szükségük volt tüzelőre. 2000-ben helyreállították a park állapotát, így ismét népszerű kirándulóhely lett. 2006-ban természetvédelmi területté nyilvánították.

## Turizmus

### Lehetőségek
Évente mintegy 60 000 ember látogat el a Vrelo Bosne területére. A parkba gyalog, kerékpárral, vagy elfogadható árú lovaskocsival lehet bejutni a forrásokhoz bevezető 3 kilométeres egyenes főúton (bosnyák nevén Velika Aleja) keresztül. Maga a sugárút még az Osztrák–Magyar Monarchia idején épült, a sétány mentén a korszakra jellemző hagyományos épületek mellett a 140 évnél is idősebb platánsor is az okkupáció utáni időből származik. A parkban lévő utak ideálisak sétákra, kerékpározásra és lovaglásra is, és lehetőséget adnak a látogatóknak, hogy közelebbről megvizsgálhassák a bugyogva előtörő forrásokat, patakokat és vízeséseket. A karsztforrások vize iható, ám hivatalosan nem ajánlják a fogyasztását. A szabadtéri kávézók és éttermek italokat és ételeket kínálnak, de a nyitvatartás szezononként változik. A bosznia-hercegovinai labdarúgó-válogatott is szokott a környéken edzőtáborozni.

### Belépőárak
A parkba a belépés fizetős, az alábbi árak érvényesek:
- Felnőtt belépő: 6 KM (konvertibilis márka)
- Nyugdíjas, diák, fogyatékkal élő: 1 KM
- Gyerek 7–16 év között: 1 km
- A belépés a 7 év alatti és a fogyatékkal élő gyermekek számára ingyenes.

Fizetés csak helyi valutában, készpénzzel.

## Galéria

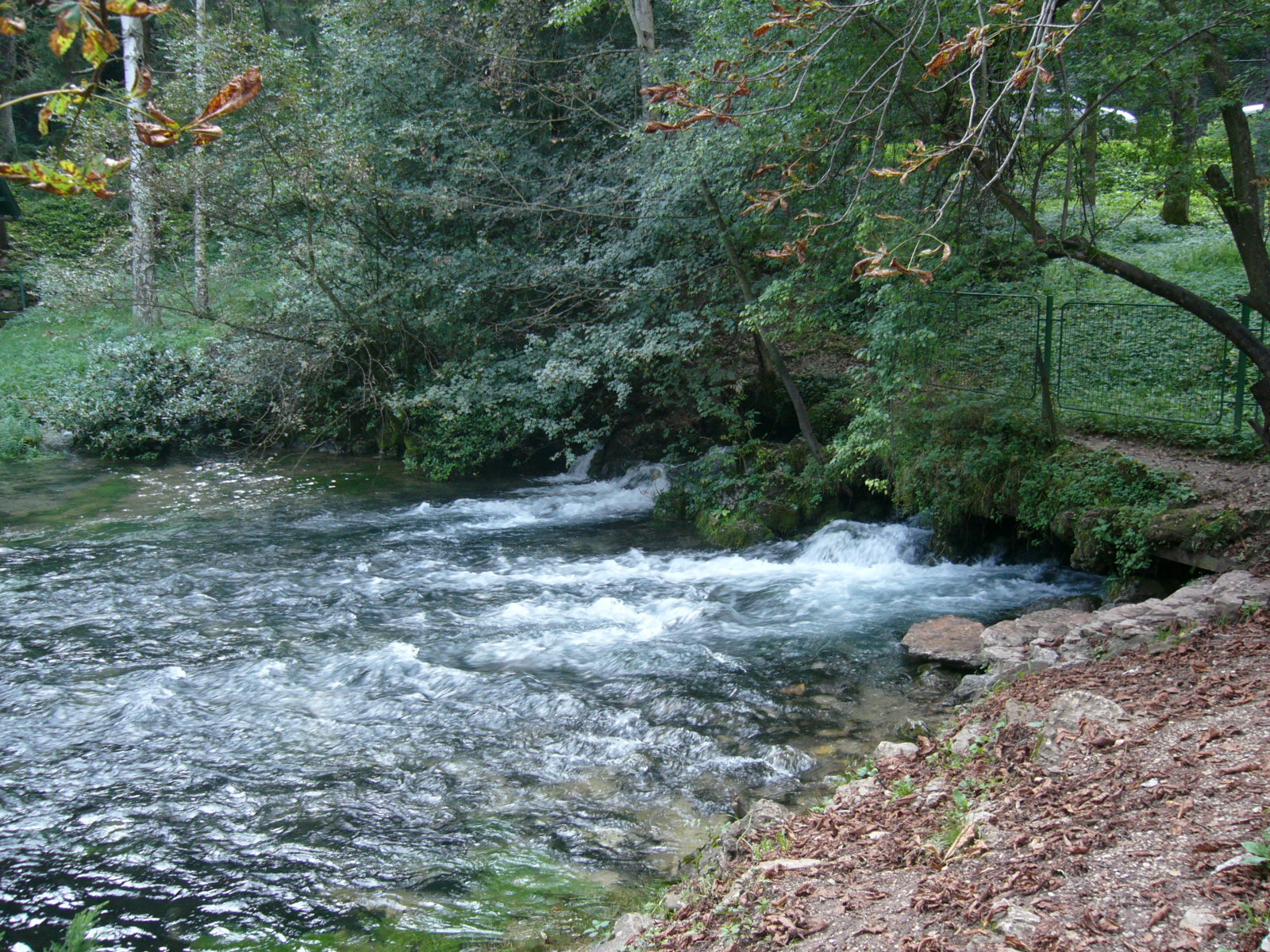
A Boszna-forrás 2005-ben
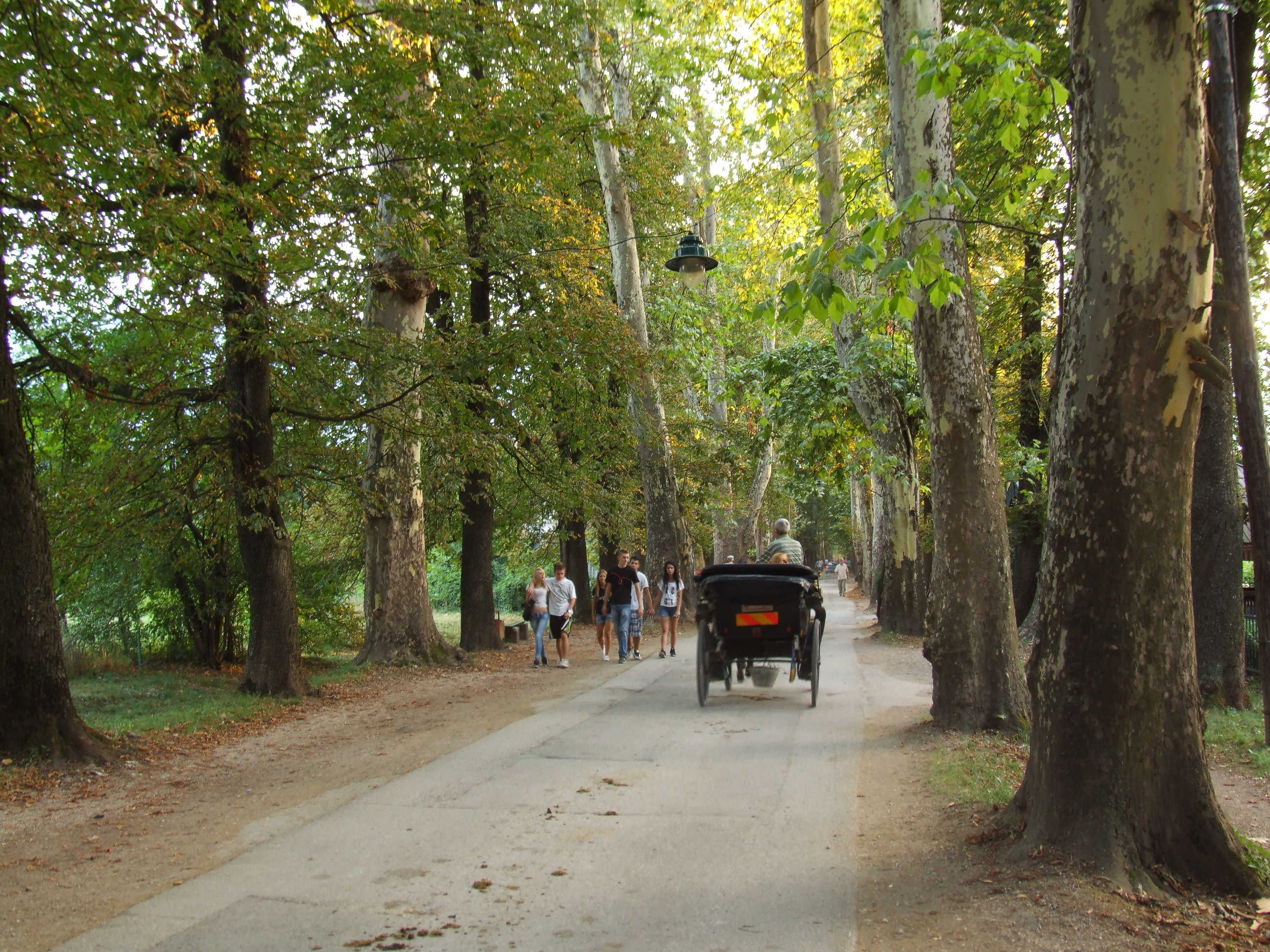
A Velika aleja sétánya a platánsorral
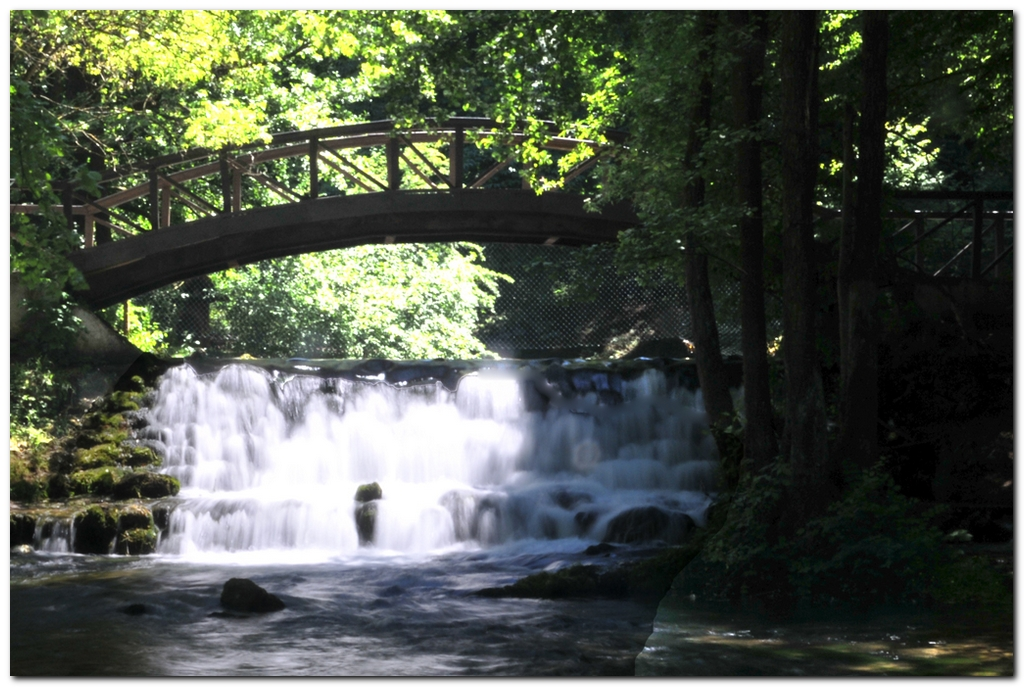
Híd a Boszna fölött
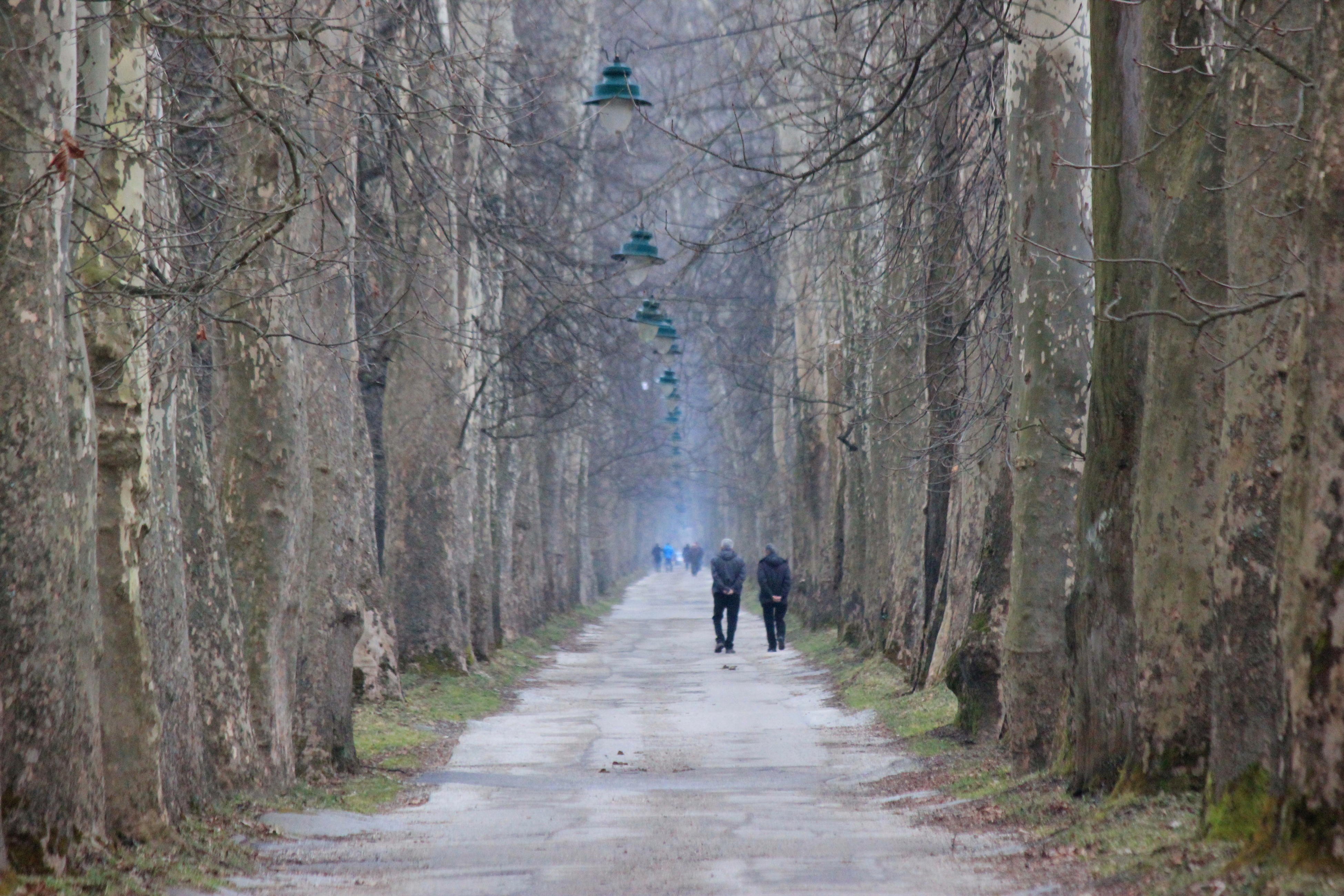
A sétány télen
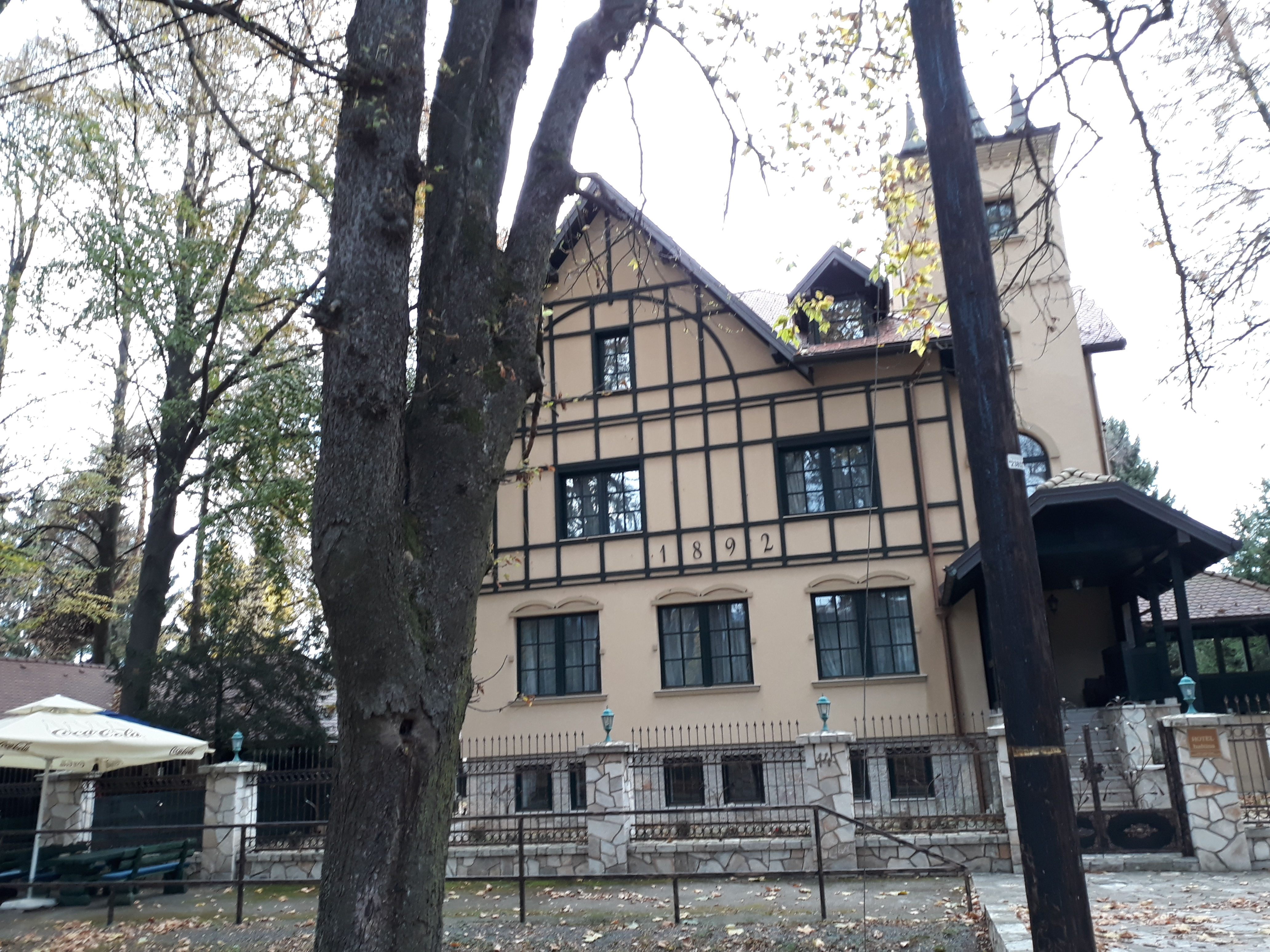
Vendéglátóhely a sétány mellett

## Fordítás
- Ez a szócikk részben vagy egészben  a   Bosnaquelle című német Wikipédia-szócikk ezen változatának fordításán alapul.  Az eredeti cikk szerkesztőit annak laptörténete sorolja fel. Ez a jelzés csupán a megfogalmazás eredetét és a szerzői jogokat jelzi, nem szolgál a cikkben szereplő információk forrásmegjelöléseként.